# رايموند جاي برودريك
رايموند جاي برودريك (بالإنجليزية: Raymond J. Broderick)‏ هو محامي وقاضي أمريكي، ولد في 29 مايو 1914 في فيلادلفيا في الولايات المتحدة، وتوفي في 6 أغسطس 2000 في Gladwyne, Pennsylvania ‏ في الولايات المتحدة.